# Lithurgus andrewsi
Lithurgus andrewsi là một loài Hymenoptera trong họ Megachilidae. Loài này được Cockerell mô tả khoa học năm 1909.